# TJ Sokol Semechnice
TJ Sokol Semechnice (celým názvem: Tělovýchovná jednota Sokol Semechnice) je český sportovní klub, který sídlí v obci Semechnice v Královéhradeckém kraji. Založen byl v roce 1939. Od sezóny 2018/19 působí v Královéhradecké krajské lize, čtvrté české nejvyšší soutěži ledního hokeje. Své domácí zápasy odehrává v Opočně na tamějším zimním stadionu s kapacitou 700 diváků. Klubové barvy jsou modrá a žlutá.
Mimo oddíl ledního hokeje má sportovní klub i jiné oddíly, mj. oddíl nohejbalu.

## Přehled ligové účasti
Stručný přehled
Zdroj: 
- 2004–2006: Královéhradecký a Pardubický krajský přebor (5. ligová úroveň v České republice)
- 2006–2008: Královéhradecký krajský přebor (5. ligová úroveň v České republice)
- 2008–2009: Pardubický krajský přebor (5. ligová úroveň v České republice)
- 2009–2011: Pardubická krajská soutěž (5. ligová úroveň v České republice)
- 2011–2013: Královéhradecká krajská liga (4. ligová úroveň v České republice)
- 2013–2018: Královéhradecká krajská soutěž (5. ligová úroveň v České republice)
- 2018– : Královéhradecká krajská liga (4. ligová úroveň v České republice)

Jednotlivé ročníky
Zdroj: 
Legenda: ZČ - základní část, červené podbarvení - sestup, zelené podbarvení - postup, fialové podbarvení - reorganizace, změna skupiny či soutěže
| Česko (2004 – ) |                                             |           |           |                                       |                         |
| Sezóny          | Soutěž                                      | Úroveň    | ZČ        | Play-off, nadstavba, sk. o udržení... | Poznámky                |
| 2004/05         | Královéhradecký a Pardubický krajský přebor | 5. úroveň | 10. místo |                                       |                         |
| 2005/06         | Královéhradecký a Pardubický krajský přebor | 5. úroveň | ?. místo  |                                       | Reorganizace            |
| 2006/07         | Královéhradecký krajský přebor              | 5. úroveň | 6. místo  | Zápas o 5. místo (výhra)              |                         |
| 2007/08         | Královéhradecký krajský přebor              | 5. úroveň | 6. místo  | Skupina o umístění (5. místo)         | Přechod do jiného kraje |
| 2008/09         | Pardubický krajský přebor                   | 5. úroveň | 5. místo  | Čtvrtfinále                           | Reorganizace            |
| 2009/10         | Pardubická krajská soutěž                   | 5. úroveň | 5. místo  | Zápas o 5. místo (výhra)              |                         |
| 2010/11         | Pardubická krajská soutěž                   | 5. úroveň | 6. místo  | Zápas o 3. místo (prohra)             | Přechod do jiného kraje |
| 2011/12         | Královéhradecká krajská liga                | 4. úroveň | 12. místo | Nemistrovská skupina (6. místo)       |                         |
| 2012/13         | Královéhradecká krajská liga                | 4. úroveň | 13. místo | O pohár předsedy KVV ČSLH (5. místo)  | Sestup                  |
| 2013/14         | Královéhradecká krajská soutěž              | 5. úroveň | 4. místo  | O pohár předsedy KVV ČSLH (1. místo)  |                         |
| 2014/15         | Královéhradecká krajská soutěž              | 5. úroveň | 2. místo  | Baráž o KLM (4. místo)                |                         |
| 2015/16         | Královéhradecká krajská soutěž              | 5. úroveň | 4. místo  | O pohár předsedy KVV ČSLH (3. místo)  |                         |
| 2016/17         | Královéhradecká krajská soutěž              | 5. úroveň | 5. místo  | O pohár předsedy KVV ČSLH (1. místo)  |                         |
| 2017/18         | Královéhradecká krajská soutěž              | 5. úroveň | 5. místo  | O pohár předsedy KVV ČSLH (3. místo)  | Reorganizace            |
| 2018/19         | Královéhradecká krajská liga                | 4. úroveň | 10. místo | Nadstavba B (4. místo)                |                         |
| 2019/20         | Královéhradecká krajská liga                | 4. úroveň |           |                                       |                         |